# Boursinidia petrowskyi
Boursinidia petrowskyi är en fjärilsart som beskrevs av Köhler 1953. Boursinidia petrowskyi ingår i släktet Boursinidia och familjen nattflyn. Inga underarter finns listade i Catalogue of Life.